# قصر نويشفانشتاين

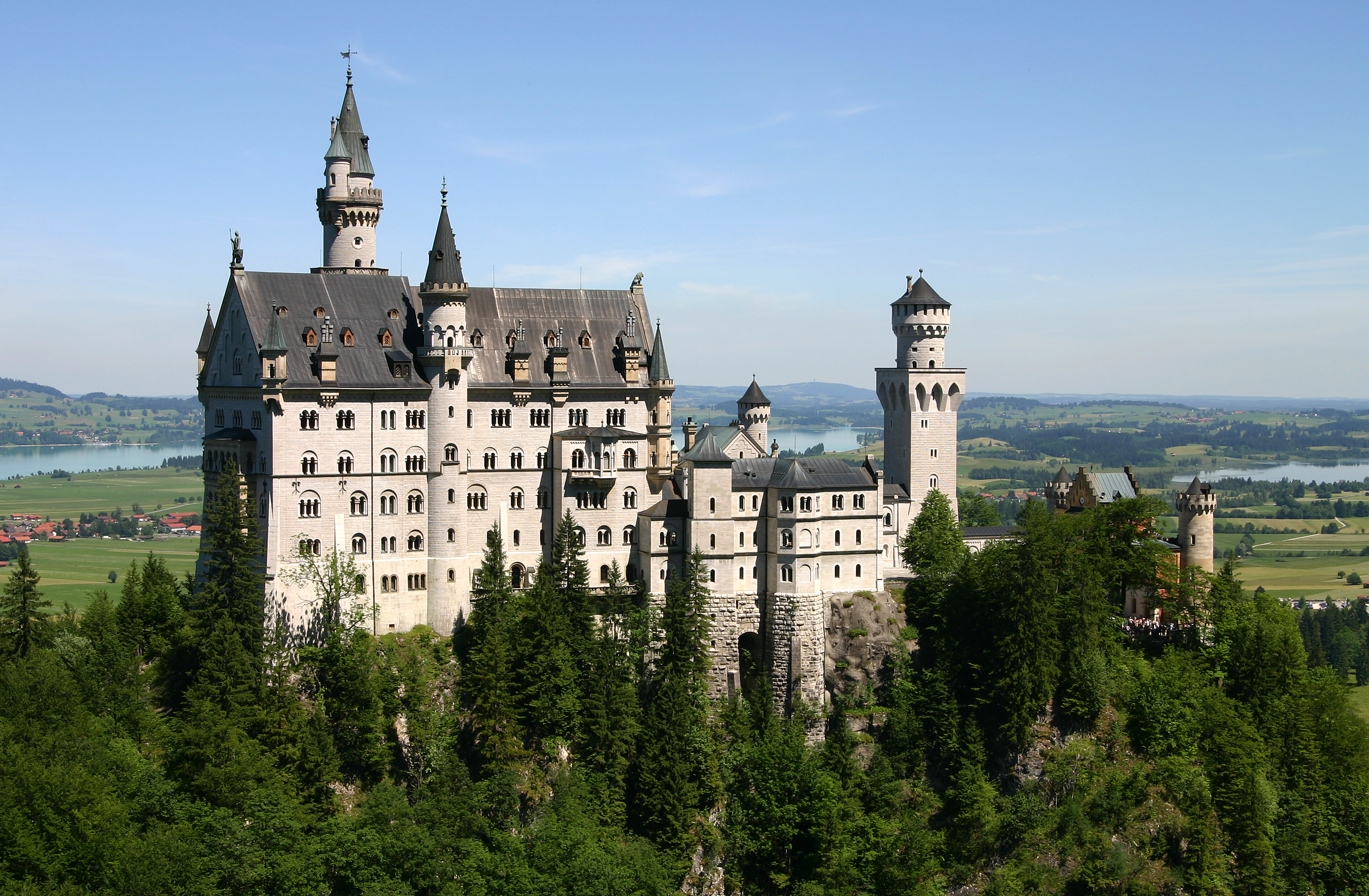
منظر للقصر من جسر مارين

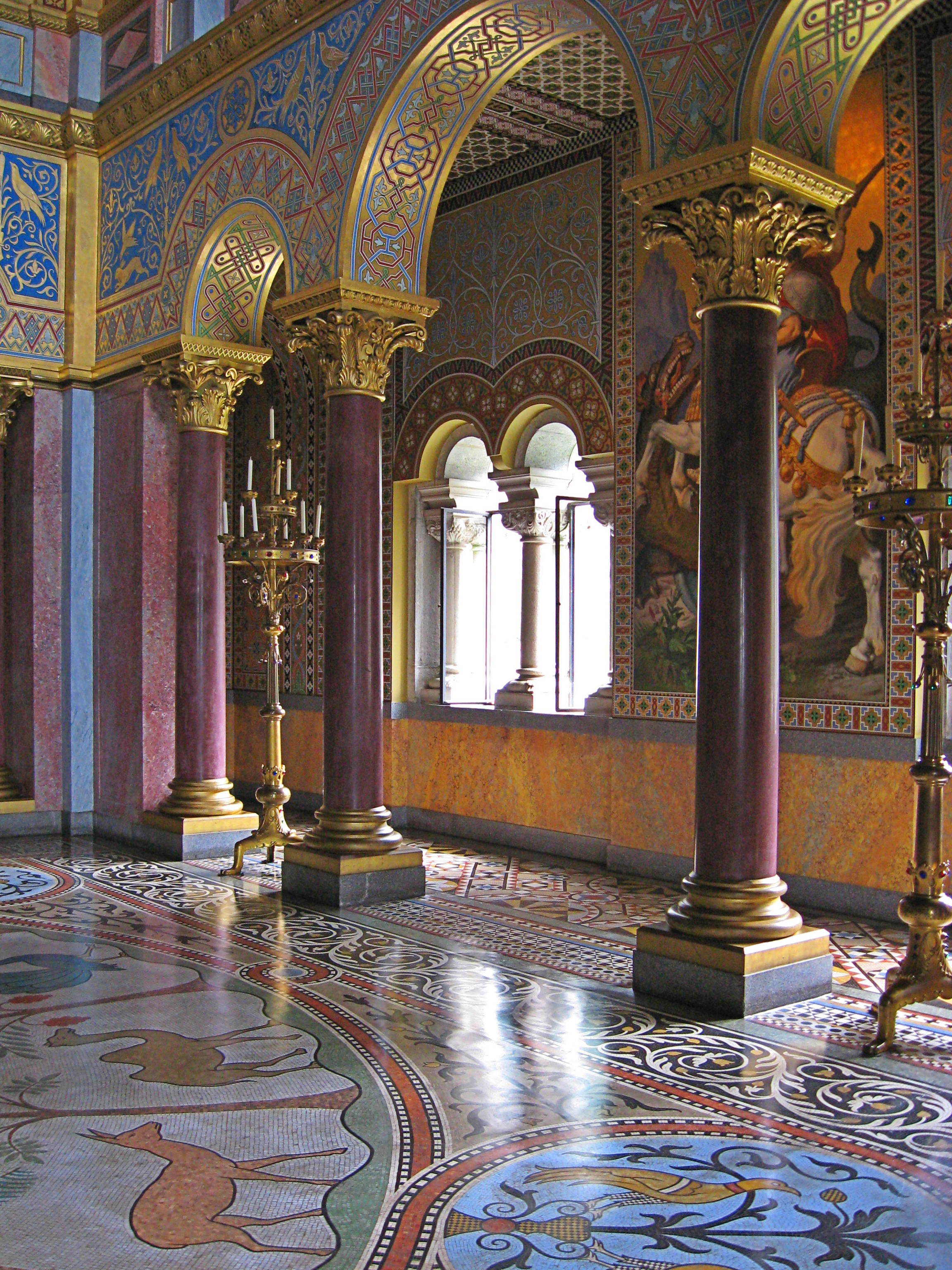
تفاصيل من صالة العرش.

قصر نويشفانشتاين (بالألمانية: Schloss Neuschwanstein) (أو لتسهيل النطق: نويشفان-شتاين) هو قصر أثري يقع في جنوب ألمانيا، بالقرب من هوهينشفانغاو وفوسن في جنوب غرب ولاية بافاريا، ليس بعيداً عن الحدود النمساوية. نويشفانشتاين هي أشهر قلاع لودفيك الثاني وواحدة من أشهر المعالم السياحية في ألمانيا. يزورها حوالي 1.5 مليون سائح سنويًا. غالبًا ما يشار إليها باسم «قلعة القصص الخيالية»، نويشفانشتاين مفتوحة للزوار على مدار السنة تقريبًا. تتأثر الهندسة المعمارية والتصميم الداخلي بالانتقائية الرومانسية للقرن التاسع عشر وتعتبر القلعة من أهم الأعمال التاريخية. أُضيفت ثلاث من قلاع لودفيك: (نويشفانشتاين وليندرهوف وهيرينشيمسي) إلى قائمة اليونسكو للتراث العالمي. بُني القصر عام 1869 للملك البافاري لودفيج الثاني كفكرة مثالية لقلعة الفارس من العصور الوسطى. قام بالتصميم كريستيان يانك، ونفذ البناء على يد إدوارد ريدل وجورج فون دولمان. عاش الملك بضعة أشهر فقط في القلعة، وتوفي قبل اكتمال البناء.
ومن الجدير بالذكر قاعة العرش وغرفة النوم وقاعة المغنيين. منذ عام 2025، تم إدراجه على قائمة التراث العالمي لليونسكو إلى جانب القصور الملكية الأخرى للودفيج الثاني. بحوالي 1.4 مليون زائر سنويًا، يعد هذا المكان أحد المعالم السياحية الأكثر شهرة في ألمانيا.

## التسمية
يعني اسم القصر حرفيا «حجر البجع الجديد»، سمي بذلك نسبة إلى فارس البجع، لوهينغرين، أحد شخصيات الأوبرا للمؤلف الموسيقي فاغنر. يقال عن القصر بأنه أكثر بنايات العالم التي جرى تصويرها وهو أحد أشهر معالم ألمانيا. لرمز القصر، أي البجعة، العديد من المعاني الأخرى، حيث كانت رمز الشعار الخاص بكونتات شفانغو، الذين عد الملك نفسه خلفاً لهم. في نفس الوقت البجعة هي الرمز المسيحي لـ «النقاء» الذي سعى لودفيج لتحقيقه.

## التاريخ

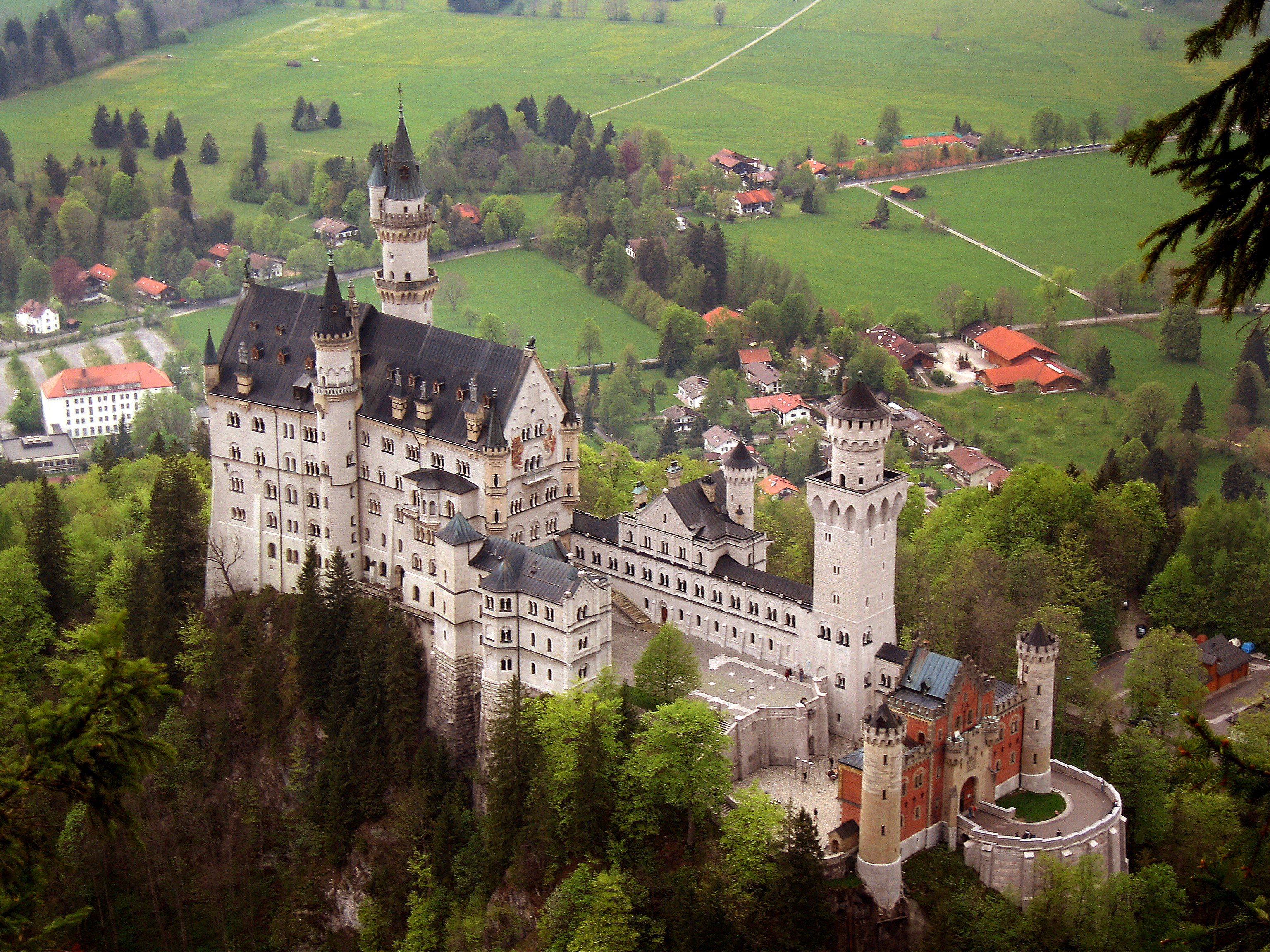
صورة للقصر من أعلى.

بدأ الملك لودفيك الثاني ملك بافاريا، الذي عرف تحت اسم "الملك لودفيغ المجنون"، بناء القصر في نهاية القرن التاسع عشر من صيف عام 1868. صُمم القصر من قبل المهندس كريستيان يانك واستغرق بناؤه 17 سنة. أُزيل ما يصل إلى 8 أمتار من الصخور لإفساح المجال للأساسات. في يونيو 1869، كان طريق الوصول للقصر الجديد جاهزًا. في 5 سبتمبر 1869، وُضعت خطة البناء وصور المباني والعملات المعدنية من عهد لودفيك الثاني في حجر الأساس. استُخدمت أحدث الوسائل في البناء من حيث التكنولوجيا وكذلك المواد. حيث ان غرف القصر والمبنى السكني الملكي جرى تدفئتها عن طريق التدفئة المركزية بالهواء الساخن. كانت المياه الجارية متوفرة في جميع الطوابق، حتى الساخنة والباردة في المطبخ. كانت المراحيض مزودة بغاسلات تلقائية. كان للملك أيضا جهاز استدعاء تلقائي للخدم كما انه كان يوجد خط هاتف يربط بين الطابقين الثالث والرابع، بالإضافة إلى وجود مصعد، وكانت الرافعات تعمل بمحركات بخارية. كان البناء مصنوع من الطوب مكسوًا فقط بالحجر الجيري الخفيف. يقع قصر نويشفاينشتاين بالقرب من قصر هوهينشفانغاو، الذي بناه والد لودفيك الثاني ماكسميليان الثاني ملك بافاريا الأسبق. أُزيح لودفيغ الثاني من السلطة قبل انتهاء فترة بناء القصر، ذلك لأنه قام بتبديد أموال الدولة على بناء القصور وأمور أخرى غير ضرورية برأي معارضيه. بعد موته بسبعة أسابيع بطريقة غير معروفة حتي الآن، فُتحت أبواب القصر للجمهور. كثير من الروائع الفنية المرسومة على جدران القصر، جرى استيحائها من أعمال فاغنر، الذي كان لودفيغ الثاني مولوعا فيه وفي أعماله. استُكمل فقط تزيين 14 غرفة من غرف القصر ال 360 وبقيت الغرف الأخرى خالية من أية أعمال فنية أو أثاث.

### التشييد
في عام 1868، تم هدم أنقاض قلاع العصور الوسطى التوأم تماما. تم تفجير بقايا الحفظ القديمة. وُضع حجر الأساس للقصر في 5 سبتمبر - أيلول 1869. في عام 1872 تم الانتهاء من القبو وفي عام 1876، كل شيء إلى الطابق الأول، وجرى الانتهاء من بيت البوابة أولا. في نهاية عام 1882 تم الانتهاء منه وتأثيثه بالكامل، مما سمح لودفيغ باتخاذه مسكناً مؤقتاً ومراقبة أعمال البناء الجارية. في عام 1874، تم نقل إدارة الأعمال المدنية من إدوارد ريدل إلى جورج فون دولمان. كان الحفل المتصدر خارج القصر في 1880. في 1884، كان من الممكن للملك أن ينتقل إلى البناية الجديدة. في نفس العام، تم نقل المشروع إلى جوليوس هوفمان، بعد أن لم يعد دولمان محبذا من قبل الملك.
تم بناء القصر كبناء من الطوب التقليدي ثم تم تغليفه بأنواع مختلفة من الصخور. الحجر الجيري الأبيض المستخدم في الجبهات جاء من محجر قريب.
الطوب الرملي للبوابات والنوافذ البارزة جاء من شلايتدورف في فورتمبرغ. تم استخدام رخام من أونترسبرغ بالقرب من سالزبورغ في النوافذ وأضلاع القوس والأعمدة وتيجانها. وكانت قاعة العرش إضافة لاحقة إلى الخطط وتطلبت إطاراً من الصلب.
وقد تم تسهيل نقل مواد البناء من خلال سقالات ورافعة بخارية رفعت المواد إلى موقع البناء. واستخدمت رافعة أخرى في موقع البناء. قامت تي يو في التي تأسست مؤخرا (رابطة تفتيش البخار المرجل) بتفتيش كلا المرجلين بانتظام.
كان موقع البناء لمدة عقدين تقريباً هو مكان العمل الرئيسي في المنطقة. في عام 1880، وُجِد حوالي 200 حرفي في الموقع، دون عد الموردين والأشخاص الآخرين المشاركين في البناء بشكل غير مباشر. وفي بعض الأحيان، عندما أصر الملك على تحديد مواعيد نهائية متقاربة بشكل خاص وعلى تغييرات عاجلة، يقال إن ما يصل إلى 300 عامل في اليوم كانوا نشطين، وأحياناً يعملون ليلاً بضوء مصابيح الزيت. الإحصاءات من السنوات 1879/1880 تدعم كمية هائلة من مواد البناء: 465 طن (513 طن قصير) من رخام سالزبورغ، 1,550 طن (1,710 طن قصير) من الحجر الرملي، 400,000 من الطوب و2,050 متر مكعب (2,680 cu yd) من الخشب للسقالات.

### الحرب العالمية الثانية
في نهاية الحرب العالمية الثانية، تم تخزين أموال من الخزينة الألمانية في القصر لحمايتها من القصف الجوي لدول الحلفاء. تم حمل هذه الأموال الطائلة إلى مكان آخر مجهول بعد ذلك. حسب أحد الشائعات، يقال بأنه تم رمي الأموال في بحيرة ألات القريبة. تم حفظ رسومات وقطع أثاث قيمة ومجوهرات في القصر أيضا أثناء مدة الحرب.

## تصميم القصر
تقع غرفة المعيشة والغرفة التي بها عرش الملك في الطابقين الثالث والرابع من القصر. باقي الغرف في الطابق الثاني والأول تستخدم لأغراض وظيفية بعد تحويل القصر إلى متحف، حيث يوجد في الطابق الثاني كافيتيريا ومتجر هدايا وغرفة وسائط متعددة. في الطابق الأول من القصر يوجد المطبخ. بسبب الطقس القاسي فإن الأثاث والمنسوجات القيمة عرضة للتلف لذلك تعمل إدارة القصر جاهدة للحفاظ عليها.

### الطابق الثالث
الغرف الموجودة بالطابق الثالث هي:
- غرفة العرش
- الدهليز/ الممر السفلي
- غرفتا انتظار للضيوف
- غرفة طعام
- غرفة نوم
- غرفة صلاة
- غرفة ملابس
- غرفة معيشة
- غرفة حديقة الشتاء وغرفة الكهف: قام مصمم المسارح اوغوست ديريغل (August Dirigl) بتصيميم كهف وحديقة صناعيين في تلك الغرف
- غرفة دراسة

### الطابق الرابع
- الدهليز/ الممر العلوي
- غرفة العرش
- غرفة الغناء

## الموقع

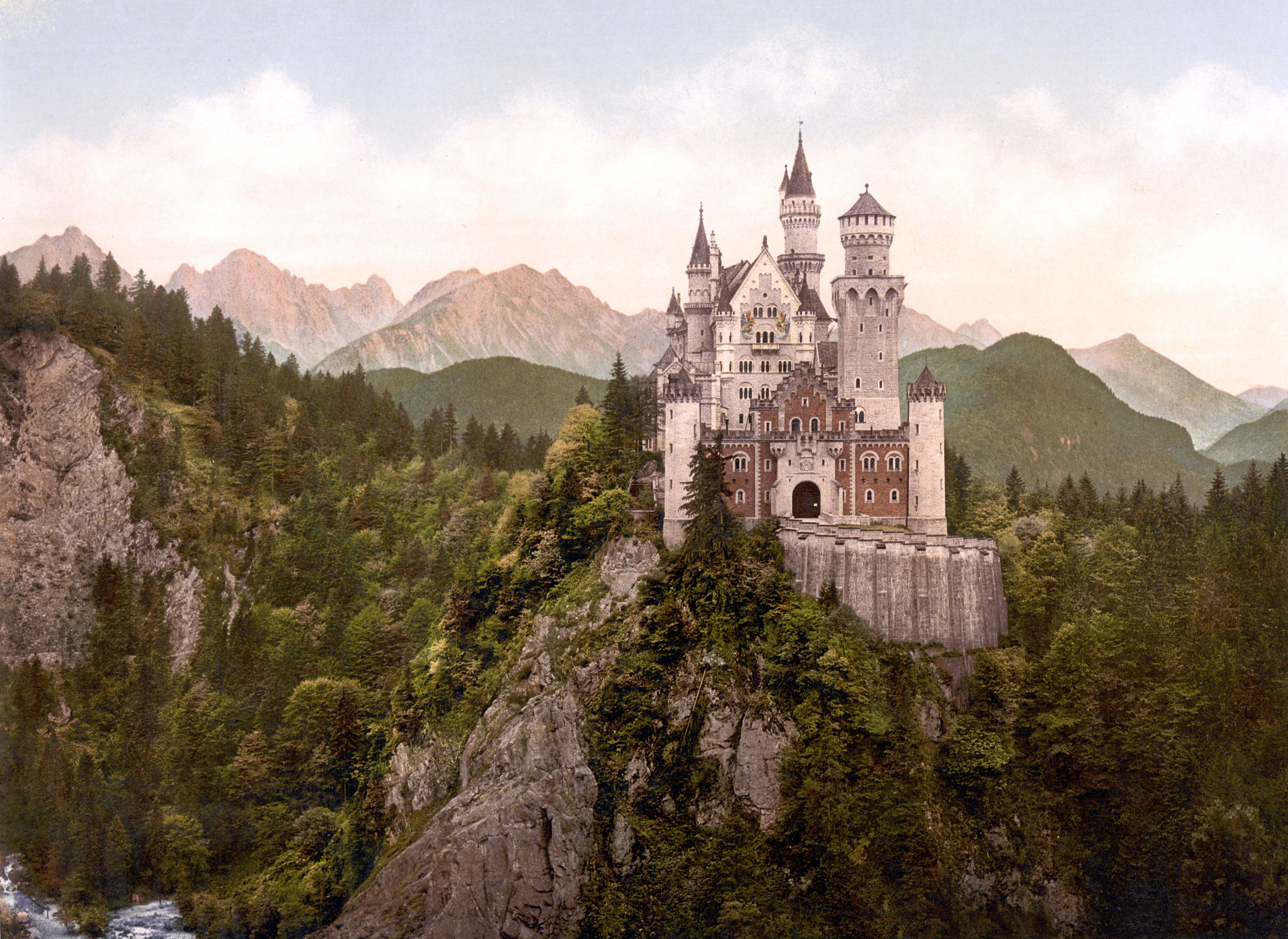
صورة القصر من الشرق من عام 1900

يقع القصر على قمة هضبة، على ارتفاع 200 إلى 300 متر فوق القرية، التي تحمل نفس الاسم. يؤدي طريق ضيق مرتفع إلى بوابة القصر الرئيسية. يوجد بالأبراج المحيطة بالقصر بيت درج دائري. تقع غرفة العرش، التي في الواقع لا تحتوي على أية عرش، في مؤخرة القصر في الدور الرابع. استغرق بناء سرير الملك الذي يقع في غرفة نوم الملك، مدة سنتان. ويوجد في القصر ساحة داخلية كبيرة.

## السياحة

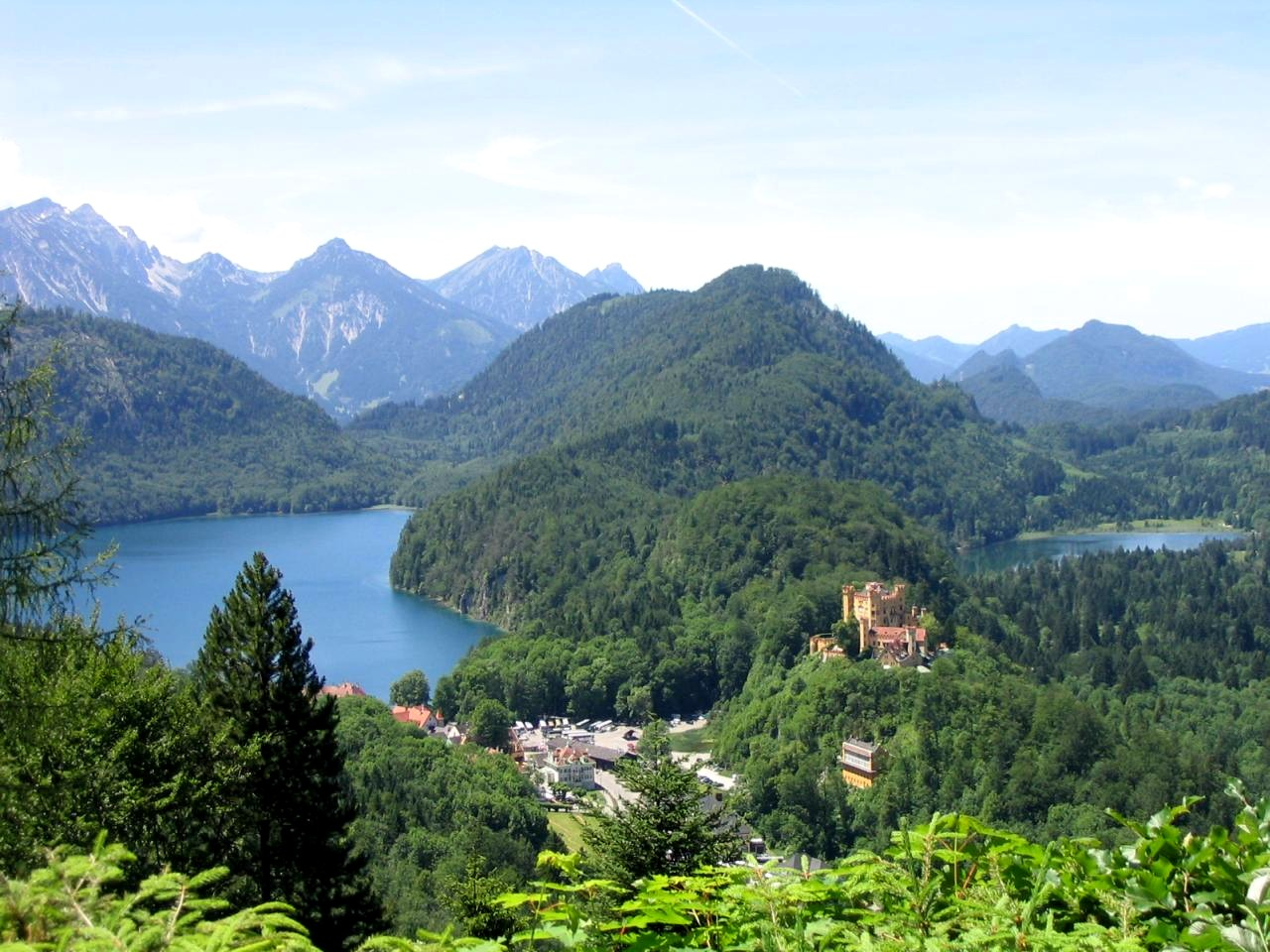
صورة للقصر عن بعد

تم ترشيح القصر ليكون من عجائب الدنيا السبع الجديدة في يوليو 2007، لكن لم يفز. يعد نويشفانشتاين اليوم واحدا من أكثر القصور والقلاع زيارة في أوروبا. يزور حوالي 1.4 مليون شخص «قلعة ملك القصص الخيالية» كل عام. في الصيف، يتدفق أكثر من 6,000 زائر يوميًا في المتوسط في الغرف المخصصة لمقيم واحد للتمتع بالمنظر الخلاب لجبال الألب. لأسباب أمنية لا يمكن زيارة القصر إلا في جولة بصحبة مرشدين لمدة 35 دقيقة، ولا يُسمح بالتصوير الفوتوغرافي داخل القلعة. وهناك أيضا جولات خاصة مع مرشدين تركز على مواضيع محددة. في موسم الذروة من يونيو حتى أغسطس، نويشفانشتاين لديه ما يصل إلى 6,000 زائر في اليوم الواحد، وقد يضطر السياح دون حجز مسبق إلى الانتظار عدة ساعات. بإستطاعة الأشخاص الذين لا يحملون تذاكر المشي من القاعدة إلى أعلى الجبل وزيارة الأراضي والفناء دون تذكرة، ولكن لن يستطعيو الدخول إلى المناطق الداخلية من القلعة. تتم معالجة مبيعات التذاكر حصريًا عبر مركز التذاكر في Hohenschwangau.

## القصر في الفن والثقافة

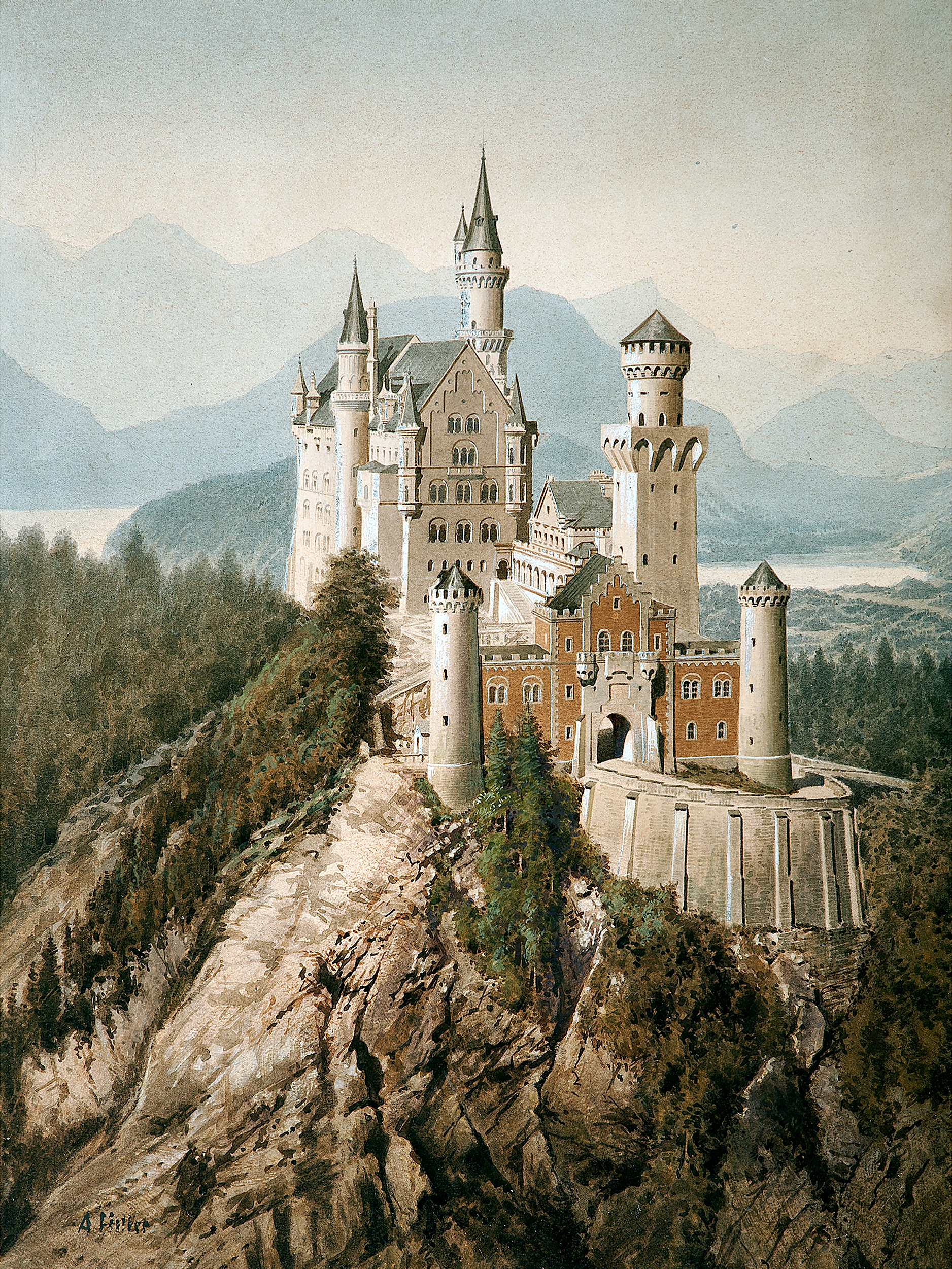
قصر نويشفانشتاين، بريشة «أدولف هتلر» 1914. ملكية خاصة.

قصر نويشفانشتاين هو رمز للعصر الرومانسي ومعروف في جميع أنحاء العالم. في وقت مبكر من مايو 1954، عرضت المجلة الأمريكية لايف قلعة نويشفانشتاين على صفحتها الأولى في إصدار خاص حول المعجزة الاقتصادية الألمانية. ألهمت القلعة فنانين مثل آندي وارهول، الذي جعلها موضوعًا لأحد سلاسل فن البوب بعد زيارته في عام 1971. في عام 2002، سقطت أجزاء من نيزك على الأرض بالقرب من نويشفانشتاين وسُميت على اسم القصر.

### القصر كمصدر إلهام في فن العمارة
كان تصميم قصر نويشفانشتاين مصدر إلهام للعديد من المباني حول العالم، وخاصة قلعة الأميرة النائمة في حديقة ديزني لاند في كاليفورنيا. الأمر نفسه ينطبق على فندق وكازينو Excalibur في لاس فيغاس والذي افتُتح في عام 1990 وتكلفته تعادل 290 مليون دولار.

### القصر كموقع تصوير
لقد كان القصر موقع تصوير للعديد من الأفلام، خاصة تلك التي تدول حول حياة لودفيك الثاني، كفيلم لودفيك الثاني لهيلموت كوتنر، وفيلم آخر يحمل الاسم نفسة للمخرج لوتشينو فيسكونتي، وغيرهم. لقد قام أيضا إريك كوبلر باستخدام القصر في قصة بياض الثلج التي أخرجها، حيث كان قصر نويشفانشتاين هو قلعة الملك في القصة. بالإضافة لذلك، تم تصويرمشاهد من الكوميديا الخيالية (Tschitti Tschitti Bäng Bäng) لكين هيوز عام 1968 هناك. كذلك في فيلم شارلوك هولمز (لعبة الظلال) للعام 2011 كانت القلعة، إلى جانب قلعة هوهن ويرفن النمساوية، النموذج الذي تم على اساسه تصميم القلعة التي بالفيلم.

## صور من الداخل

غرف القصر (صور فوتوكروم من أواخر القرن 19)
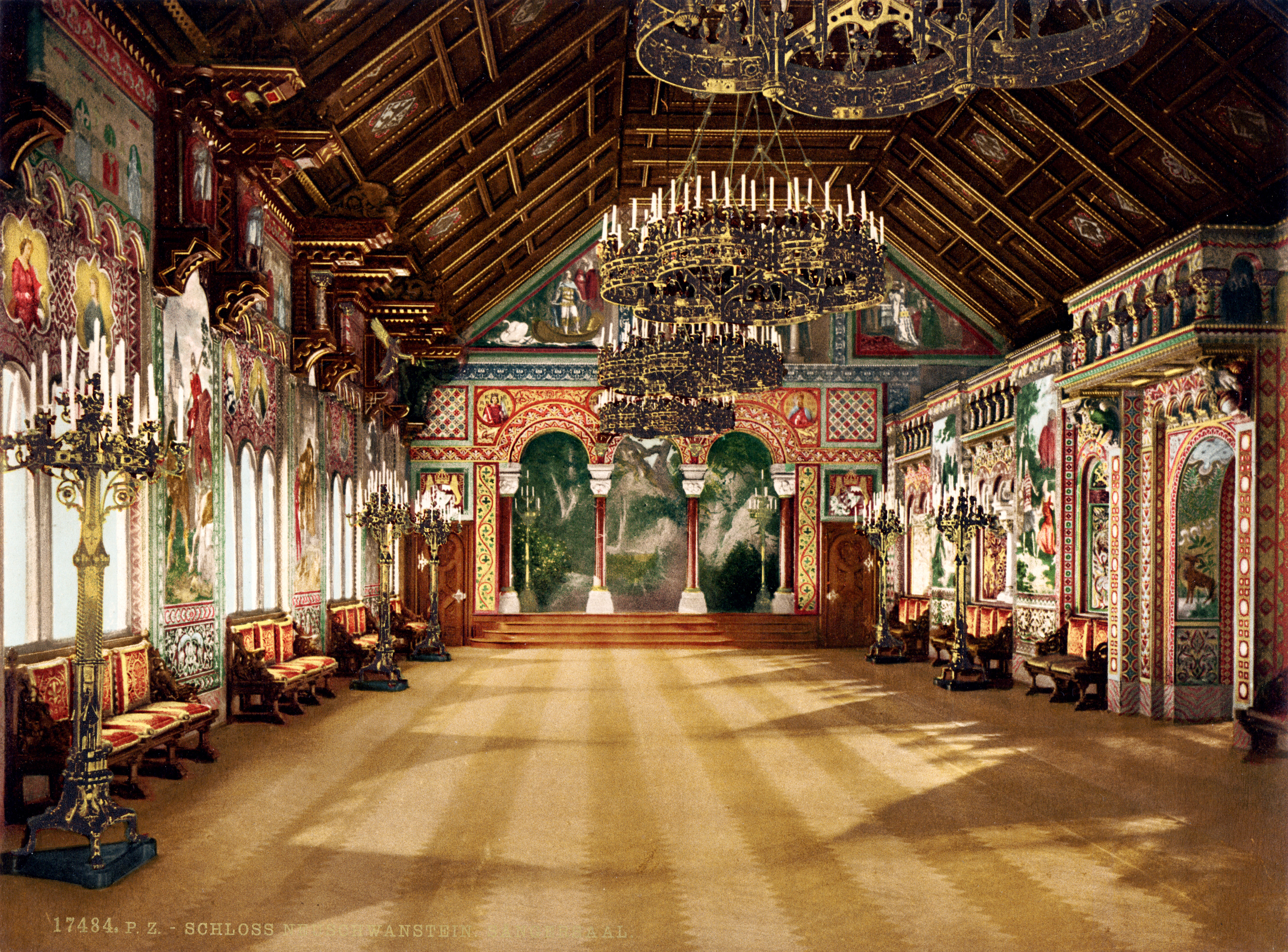
قاعة المغنين
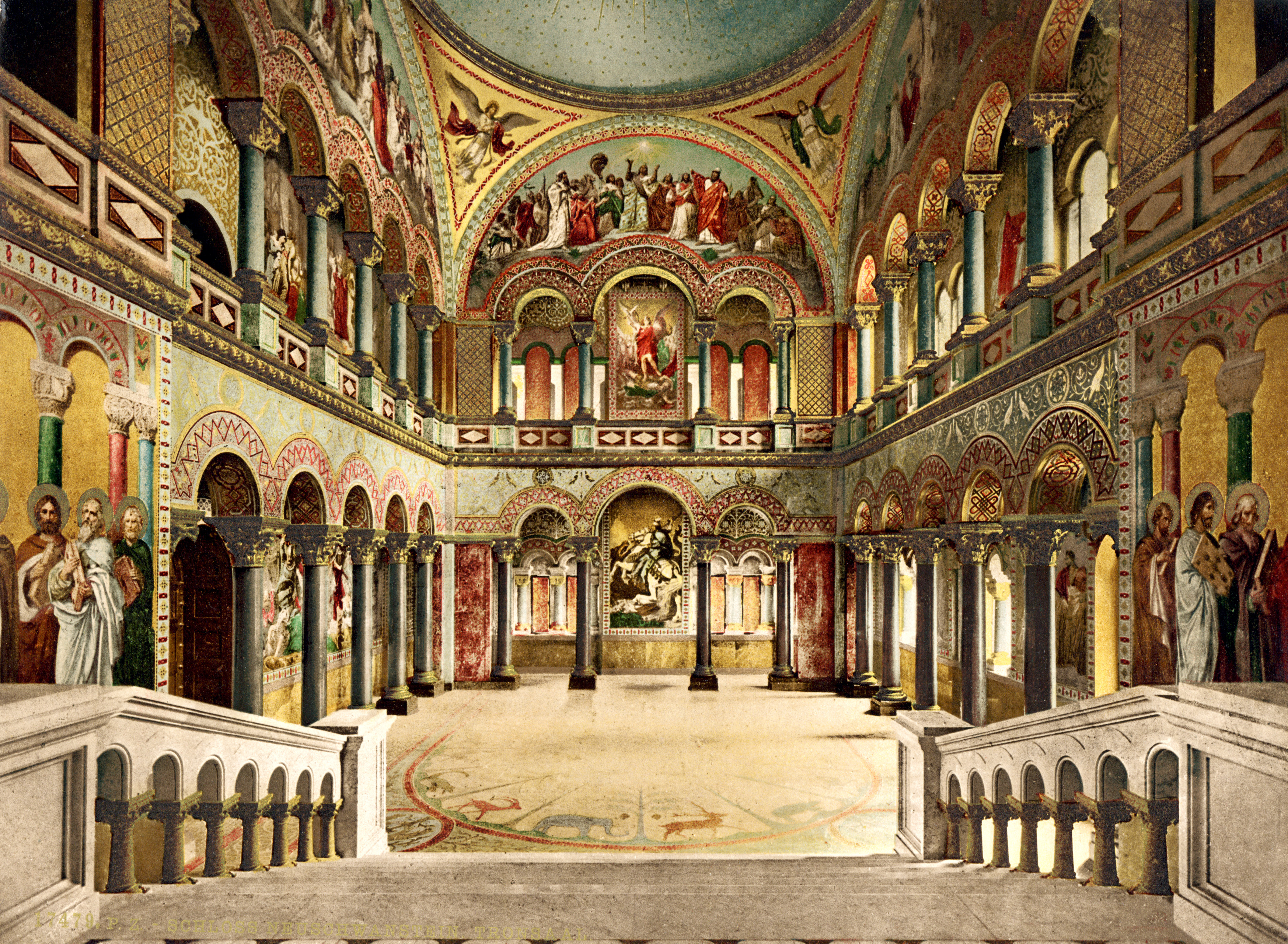
قاعة العرش
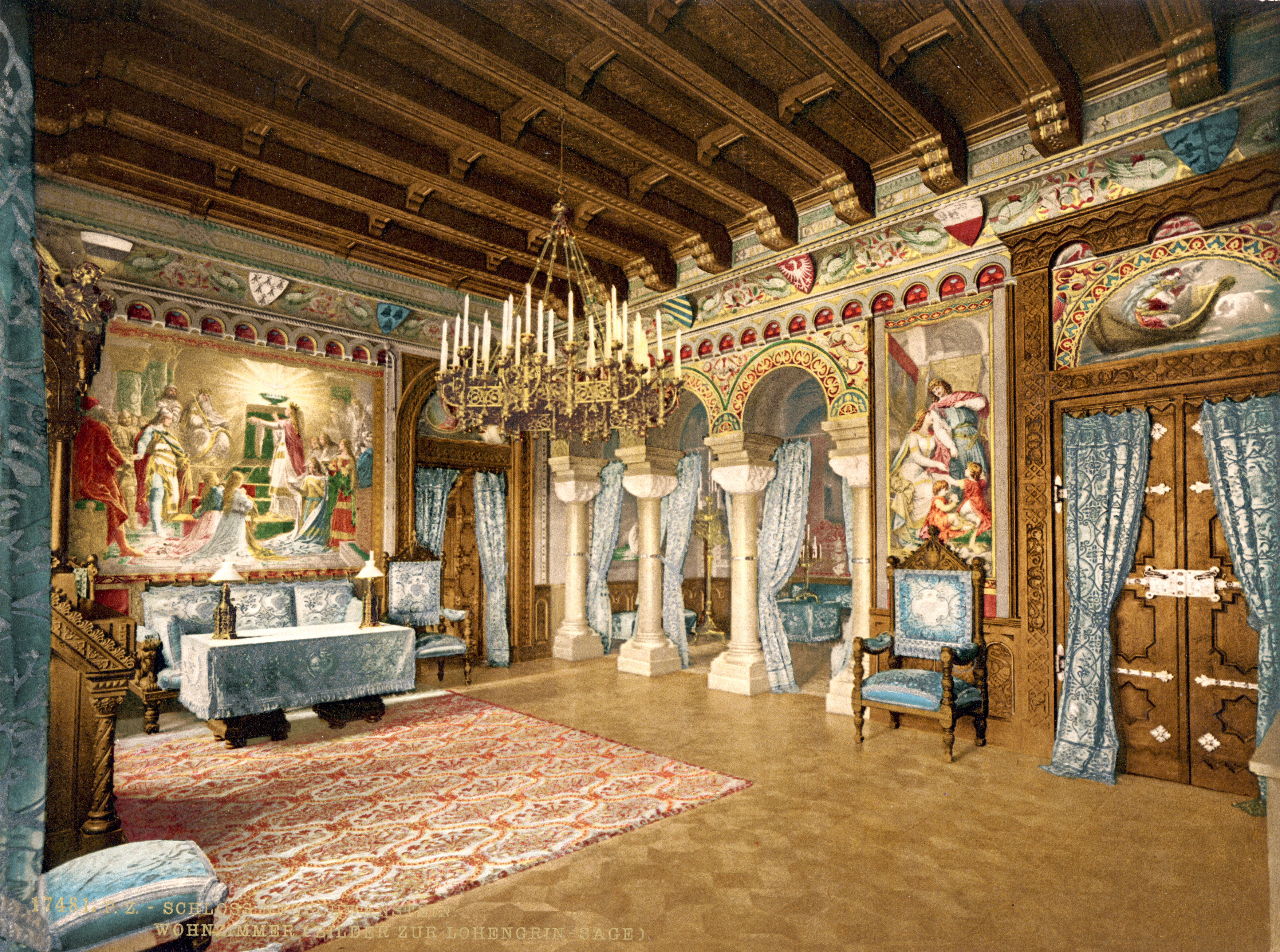
غرفة الرسم
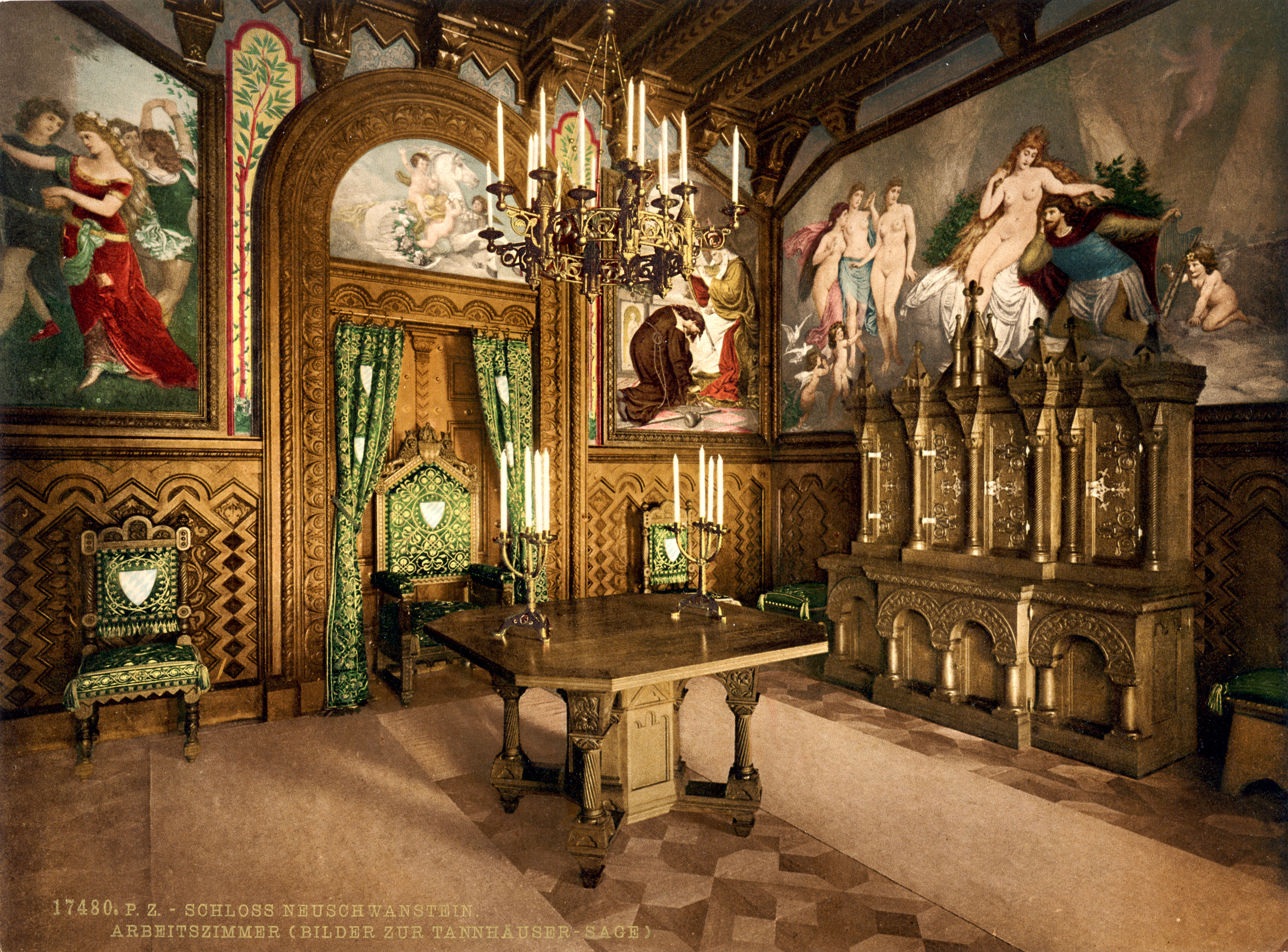
غرفة الدراسة
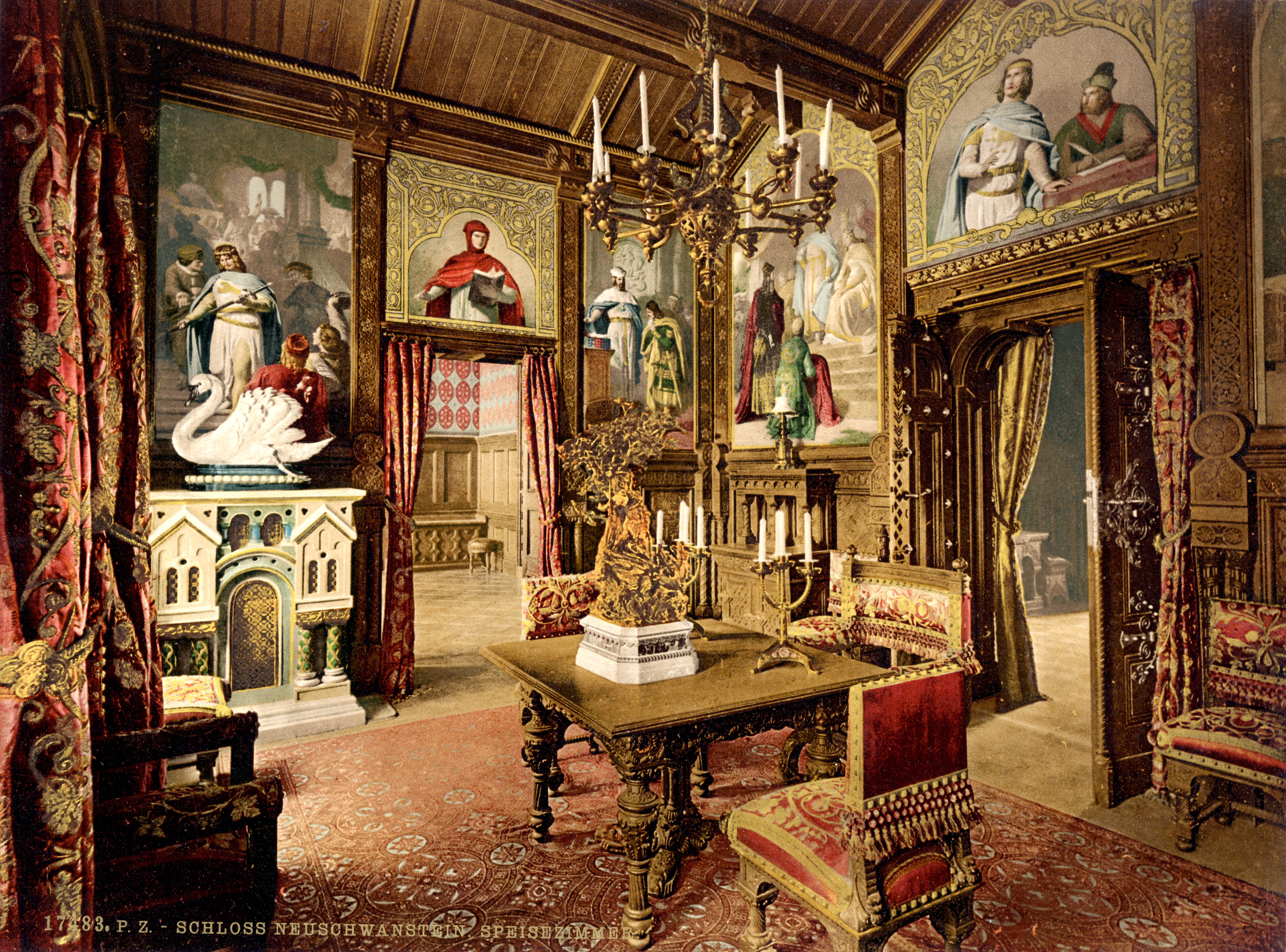
غرفة الطعام
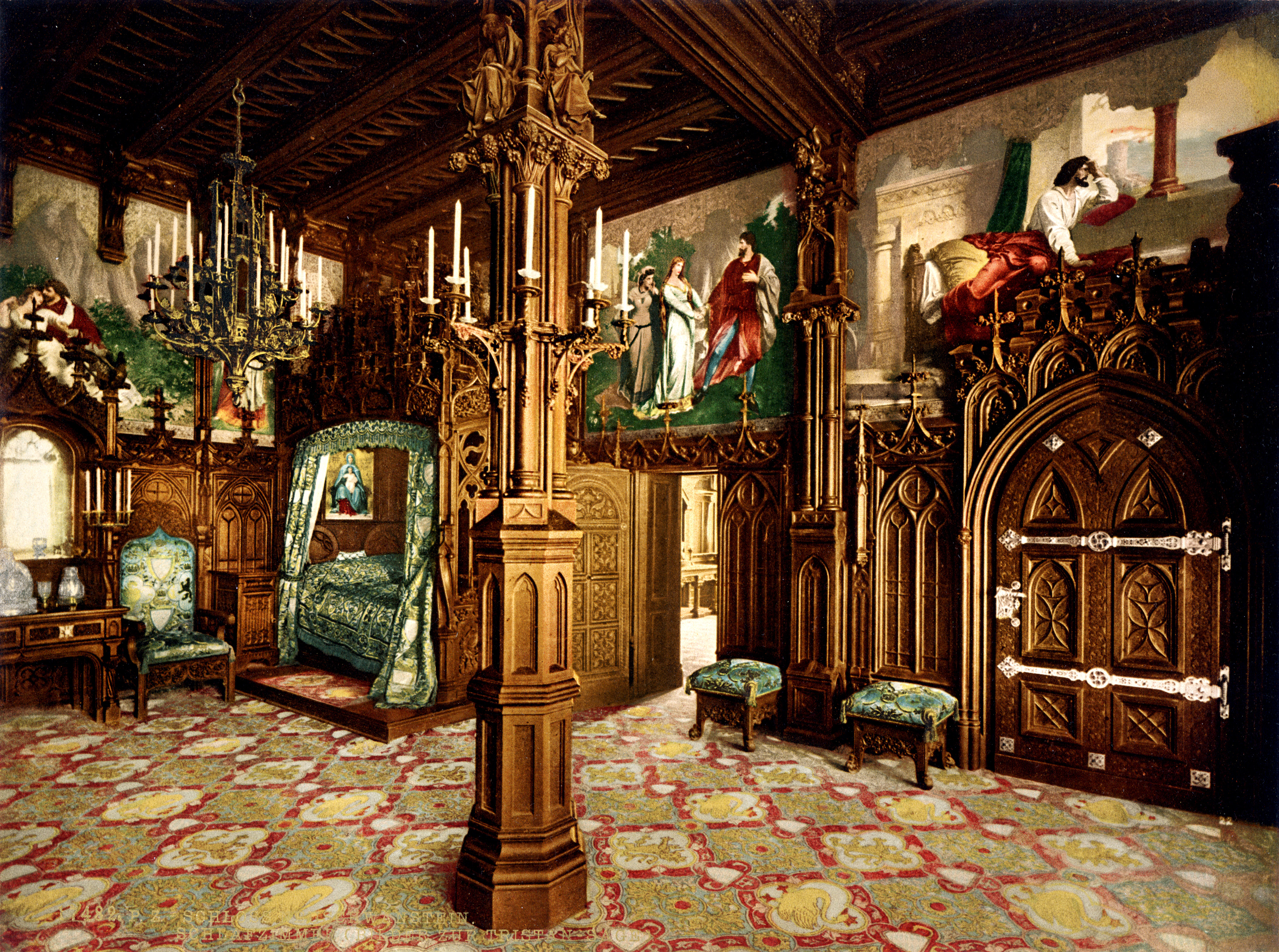
غرفة النوم

## روابط خارجية
- قصر نويشفانشتاين  دويتشة فيلله العربية.

## اقرأ أيضا
- ميونخ
- قمة تسوغشبيتسه
- قصر مانهايم
- قصر ارنزبورغ
- قصر إلماو
- دير فلتبورغ
- ضاحية غارمش-بارتن كيرشن
- صوان ديانا